# Vassili Agapkin
Vassili Agapkin   (Shancherovo, 22 de gener de 1884 (Julià) - Moscou, 29 d'octubre de 1964) Vassili Ivànovitx Agapkin, (rus: Василий Иванович Агапкин) fou un director d'orquestra i compositor soviètic, autor de la famosa marxa Comiat de Slavianka (escrita el 1912).

## Biografia
Vassili Agapkin va néixer al si d'una família de camperols pobres. El seu pare, Ivan Iustínovitx, aviat es va mudar a Astracan, on va treballar com a estibador. Un any després del seu naixement la seva mare va morir i el seu pare es va tornar a casar amb Anna Matvéievna, bugadera del port d'Astracan. No obstant això, quan Vassili tenia deu anys, el seu pare també va morir. El treball d'Anna Matvéievna només era suficient per alimentar el jove fill d'Ivan, i així es va veure obligat a enviar en Vassili i les seves dues filles a demanar almoina.
En escoltar a una banda militar de música un cop al carrer va canviar la seva vida. A l'edat de 10 anys es va convertir en estudiant de la banda del 308è Batalló Tsariov de la Reserva. En el transcurs de cinc anys, amb catorze anys, es va convertir en un dels millors cornetes del regiment. A partir de llavors tota la seva vida va estar connectada amb orquestres militars.

## Període a Tambov
El 1906, Vassili Agapkin va ser reclutat per al servei militar, en el 16è regiment de dragons Tver, que estava estacionat prop de Tbilisi. El desembre de 1909, en finalitzar, Agapkin se'n va anar a Tambov.
Allí, el 12 de gener de 1910, es va reenganxar com a trompetista en el setè regiment de cavalleria de reserva, es va casar i, a la tardor de 1911, va començar a treballar a la classe d'instruments de metall de l'Escola de Música de Tambov; a classe estava dirigida pel mestre Fiódor Mikhàilovitx Kaditxev. Va viure al carrer del gymnasium.
L'octubre de 1912 va començar la Primera Guerra dels Balcans. Sota la influència d'aquest esdeveniment i amb motiu de la sortida dels voluntaris russos als Balcans, Agapkin, estant en Tambov, va escriure la música per a la marxa Comiat de Slavianka, que ràpidament es va fer popular. A Tambov hi ha un placa commemorativa en honor d'aquest esdeveniment.
Segons una altra versió, la melodia de la marxa es va escriure a la ciutat de Gyumri, a Armènia, on Agapkin estava servint. En aquest moment, va començar l'ascens del moviment d'alliberament nacional a Bulgària, amb el qual està connectada la marxa Comiat de Slavianka.
Després de la victòria de la Revolució Socialista d'octubre, Vassili Agapkin va ingressar voluntàriament a l'Exèrcit Roig el 1918 i va organitzar una banda de música al 1r Regiment d'Hússars Rojos. Agapkin es va convertir en un funcionari del GPU en diverses ciutats belarusses. El 1920, Agapkin va tornar a Tambov; va dirigir l'estudi de música i l'orquestra de les tropes del GPU.
El 5 d'agost de 1922, Agapkin i l'orquestra van donar un concert de comiat a Tambov, després de la qual cosa es van traslladar a Moscou.

## Període a Moscou
El gener de 1924, l'orquestra d'Agapkin va participar en la cerimònia de duel durant el funeral de V. I Lenin. El 1928, Agapkin va organitzar una banda de música de nens del carrer; per a molts d'ells, aquest va ser el començament de la seva carrera professional com a músic. En la dècada del 1930 va dirigir l'orquestra de l'Escola de Graduats de l'NKVD, i va dur a terme una sèrie d'enregistraments.
Al començament de la Gran Guerra Patriòtica, Agapkin va ser nomenat mestre de capella sènior de la Divisió motoritzada per a propòsits especials Dzerjinski de les tropes de la NKVD, amb el rang d'intendent de primera. Agapkin va dirigir l'orquestra militar combinada durant la famosa Desfilada a la Plaça Roja del 7 de novembre de 1941. El Comiat a Slavianka va ser una de les quatre marxes que es van interpretar aquell dia.
El 24 de juny de 1945 a la Desfilada de la Victòria, l'orquestra d'Agapkin també va formar part de l'orquestra combinada.
Després del final de la Gran Guerra Patriòtica, Agapkin va viure a la ciutat de Khotkovo, óblast de Moscou. S'ha conservat la casa on vivia a Khotkovo: es troba al carrer Beregovaia, davant del museu Abràmtsevo, creuen el riu Vòria.
Agapkin es va jubilar a l'edat de 72 anys, amb el rang de coronel.
Vassili Ivànovitx Agapkin va morir el 29 d'octubre de 1964 a Moscou. Està enterrat al cementiri de Vagànkovo de la capital.
La seva música ha aparegut en moltes pel·lícules, incloent-hi 72 metres (2004).